# Ultraman (DC Comics)
Ultraman es un supervillano ficticio que aparece en los cómics publicados por DC Comics, representando una versión malvada de Superman. Fue creado por el escritor Gardner Fox y el dibujante Mike Sekowsky, y debutó por primera vez en Justice League of America vol. 1 #29 en agosto de 1964.
Ultraman es tradicionalmente miembro del Sindicato del Crimen de América (Crime Syndicate of America), un grupo de supervillanos que actúan como contrapartes oscuras de la Liga de la Justicia. A diferencia del Superman del universo principal (Tierra-0 o anteriormente Tierra-Uno), Ultraman proviene de un universo alternativo —conocido comúnmente como Tierra-3— donde el mal prevalece sobre el bien, y donde los roles tradicionales de héroes y villanos están invertidos.
A lo largo de los años, Ultraman ha tenido múltiples versiones y reinterpretaciones debido a los constantes reinicios y reorganizaciones del multiverso DC, como Crisis en Tierras Infinitas, The New 52 y Dark Nights: Death Metal. En estas encarnaciones, se han explorado distintos orígenes para el personaje, desde un kryptoniano con poderes derivados de la kryptonita hasta un humano modificado artificialmente.
Ultraman ha aparecido en varias series animadas, cómics derivados, videojuegos y películas animadas del universo DC, consolidándose como uno de los antagonistas recurrentes cuando la narrativa se centra en mundos paralelos o versiones alternativas de los superhéroes clásicos.

## Ultraman en los cómics
Ultraman apareció por primera vez como la contraparte malvada de Superman en la Tierra Tres original.  Habiendo creado los mundos de Tierra-Uno, que contiene superhéroes de la Edad de Plata, así como Tierra-Dos, que contiene los de la Edad de Oro, DC Comics decidió expandir el universo para incluir varios universos temáticos. El primero de ellos fue Tierra Tres, en el que había contrapartes villanas de los héroes de DC, así como contrapartes heroicas de los villanos de DC. El primer Ultraman murió en Crisis en Tierras Infinitas y la Tierra Tres fue destruida por una tormenta de antimateria y luego borrada de la continuidad al final de la serie. Este Ultraman Tierra-Tres original ha reaparecido brevemente tanto en la serie Animal Man de la década de 1980 como en la miniserie Infinite Crisis posterior.
Desde Crisis en Tierras Infinitas, DC ha vuelto al concepto de Ultraman, creando dos personajes diferentes con ese nombre, que a menudo aparecen solo en un único número de un arco argumental. Ha habido varias apariciones de ambos personajes. La primera versión fue una versión antimateria de Ultraman, creada para la novela gráfica JLA: Earth 2 de Grant Morrison . Esta versión ha aparecido varias veces y fue eliminada al final de la serie Final Crisis . Otra versión, más cercana al Ultraman original de la Edad de Plata, apareció en la Tierra-3 del universo New 52 . Según los comentarios de Grant Morrison, este universo de Tierra-3 no es la Tierra-Tres anterior a la crisis, lo que lo convierte en un nuevo personaje sin relación con versiones anteriores. 

### Ultraman original de Tierra-Tres
A diferencia de Superman, Ultraman de Tierra Tres está potenciado por kriptonita, y originalmente desarrolla una superpotencia completamente nueva con cada nueva exposición. En uno de esos encuentros, Ultraman adquirió la capacidad de ver a través de barreras dimensionales, alertando así al Sindicato del Crimen sobre la existencia de Tierras alternativas en su primera aparición. Esto permitió al Sindicato atacar a la Liga de la Justicia y a la Sociedad de la Justicia . Ultraman también se diferenciaba de Superman en que su versión del planeta Krypton no había explotado. El lugar donde se originó la kriptonita de la Tierra Tres nunca se mencionó específicamente en ningún libro publicado.
Sin embargo, se da a entender que es lo mismo que la kriptonita ordinaria, ya que Ultraman obtuvo poderes cuando se expuso a la kriptonita de Tierra-Uno y Tierra-Dos antes de la crisis, obteniendo visión de fuego cuando Barry Allen le arrojó un poco. Estar expuesto a una gran parte lo paralizó, ya que adquirió tantos superpoderes nuevos que su cuerpo no podía decidir cuál usar y, por lo tanto, quedó congelado en su lugar. No parece haberse visto afectado después de esto, por lo que tal vez pueda rechazar los poderes o estos desaparecerán.
A principios de la década de 1980, Ultraman se asoció con Lex Luthor de Tierra-Uno y Alexei Luthor de Tierra-Dos, en un intento fallido de eliminar a los Superhombres de Tierra-Uno y de Tierra-Dos (los Superhombres, a su vez, fueron asistidos por el heroico Alexander Luthor de Tierra-Tres).  Más tarde, Ultraman se unió al resto del Crime Syndicate en un equipo con un villano que viaja en el tiempo llamado Per Degaton, quien había encontrado su prisión y los había liberado. Degaton los usó en su intento de conquistar la Tierra-Dos, robando misiles nucleares de la Crisis de los Misiles Cubanos de Earth Prime, aunque planeaban traicionarlo. Esto tampoco tuvo éxito, y los arrojó al Futuro de la Tierra-1, asegurándose de que esto sucedería si lo tocaban, y los eventos fueron borrados de la línea de tiempo posteriormente. El Ultraman original fue eliminado en la serie limitada de 12 números de 1985, Crisis en Tierras Infinitas . Angustiado por el hecho de que sus superpoderes eran inútiles en el momento en que realmente los necesitaba, voló directamente hacia la nube de antimateria que estaba destruyendo la Tierra Tres, informando sombríamente a Power Ring: "Hago lo que he hecho toda mi vida. ¡Lucho... hasta el final!”.
Después de su muerte, el Ultraman anterior a la crisis apareció en las páginas de Animal Man . Allí, descubrió que él mismo era aparentemente un personaje de cómic, que existía sólo para el entretenimiento de los demás.  También luchó contra Overman, otra versión de Superman del universo alternativo anterior a la crisis que había sido infectado por una enfermedad de transmisión sexual, se volvió loco y fue asesinado, aparentemente por matar. Este Ultraman luego se desvaneció bajo la máscara del Psico-Pirata, quien, por un tiempo, fue el único que recordaba el multiverso Pre-Crisis.
En Un año después hay indicios de que un hombre que controla Kandor, bajo el nombre de Kal-El, podría ser Ultraman. Ha estado utilizando la ayuda de un grupo de seguidores llamados "Cantores de Alabanzas" y la guía de la "Santa Madre". Supergirl y Power Girl luchan contra sus esfuerzos, lo que hace que sus seguidores de culto vacilen. Este líder también mata a varios de su propia gente para mantener en secreto la información política. Ahora se ha revelado que este Kal-El es de hecho Ultraman, quien fue salvado de la Crisis y le lavó el cerebro Saturn Queen, su "madre", una de las mentes maestras detrás del arco del "Poder Absoluto" en Superman/Batman. Esta versión parece ser una versión mucho más débil, ya que recibe una brutal paliza de Supergirl no una, sino dos veces.
Una encarnación adicional del Ultraman Pre- Crisis Tierra-Tres ha aparecido más recientemente en Infinite Crisis, donde Alexander Luthor, Jr. quería crear los llamados "seres perfectos" a partir de sus modelos de su padre Alexander Luthor, Sr., fallecido hace mucho tiempo.., el único superhéroe de Tierra-Tres, Superman (tanto de Tierra-Uno como de Tierra-Dos), Wonder Woman (de Tierra-Uno y Dos) y Ultraman y Superwoman de Tierra-Tres.
Durante la historia de Convergencia, Ultraman estaba con Crime Syndicate cuando planeaban liberar a Superwoman del corredor de la muerte. Después de que fallaron y las cúpulas cayeron alrededor de las distintas ciudades, Ultraman se enfrentó al Superman de la Legión de la Justicia. 

### Clark Kent (Antimateria Ultraman)
En 1999, Ultraman fue reintroducido en la novela gráfica JLA: Earth 2. El Sindicato del Crimen de América (CSA) es revelado por primera vez a la Liga de la Justicia por Alexander Luthor, la heroica contraparte de antimateria de Lex Luthor. En esta continuidad, la CSA proviene del Universo de Antimateria, siendo cada miembro la contraparte de antimateria de un miembro central de la Liga. 
A diferencia del Ultraman kryptoniano original anterior a la Crisis Tierra-Tres, el Ultraman de antimateria fue completamente reescrito para la continuidad moderna como el teniente Clark Kent, un astronauta humano de la Tierra de antimateria y que ya no es un kryptoniano que coincida exactamente con Superman. Después de que su nave implosionara en el hiperespacio, una raza alienígena desconocida reconstruyó a Kent en un intento de reparar al astronauta dañado, lo que acabó alterando al humano tanto mental como físicamente, otorgándole ultrapoderes similares a los superpoderes de Superman. Según Alexander Luthor, el proceso también torció la mente de Ultraman. A diferencia de Superman, el poder de Ultraman depende de su proximidad y exposición a una sustancia llamada Anti-Kryptonita; cuanto más tiempo y más se separa de él, más débil se vuelve. Se ha demostrado repetidamente que esta sustancia no tiene ningún efecto aparente sobre Superman, al igual que se ha demostrado que la kriptonita no tiene ningún efecto sobre Ultraman. 
Antimatter Ultraman está infelizmente casado con su compañera de equipo de Crime Syndicate, Superwoman . Sus alter ego son Clark Kent y Lois Lane alternativos de Antimatter Earth. A principios de la década de 2000, los dos tuvieron un hijo juntos, pero Superwoman mantiene una aventura periódica con otro miembro del Crime Syndicate, Owlman, para gran frustración de Ultraman. Ultraman normalmente dispara sus rayos oculares entre Owlman y Superwoman como advertencia cuando ve a Owlman coqueteando con Superwoman, aunque el material fotográfico de chantaje no revelado en posesión de Owlman impide que Ultraman le haga algo permanente. 
Se ha demostrado que Clark Kent de Antimateria ha regresado a la Tierra de Antimateria y nuevamente lidera el Sindicato del Crimen de Antimateria. En un intento por reparar su Tierra después de la destrucción realizada por los Armadores de Qward (que resultó como parte del seguimiento de su aparición en el primer número de JLA/Avengers), se demostró que The Syndicate había estado secuestrando personas de todas partes. 52 universos de materia como se muestra en la serie Trinity . En Trinity #13, la antimateria Ultraman, Owlman y Superwoman fueron desterradas a una subdimensión alternativa por Superman después de que Superman derrotara a Ultraman en una pelea.
En Superman Beyond, el Ultraman de antimateria fue reclutado en un viaje a la versión del Limbo del Universo DC, junto con varios otros Superhombres del universo alternativo, combinándose brevemente, aunque en contra de su voluntad, con Superman para activar una versión robótica masiva de ellos mismos para derrotar a Mandrakk. el Monitor oscuro, su poder puro se combina en el robot junto con la fuerza moral de Superman y la pragmática crueldad de Ultraman. En Superman Beyond #2, se demostró que se había convertido en un ser vampírico. En el séptimo número de Final Crisis, el Ultraman de antimateria aparentemente fue asesinado por los Superhombres unidos junto con su nuevo maestro, Mandrakk.

### Ultraman posterior a la crisis Tierra-3
En la Semana 52 de 52, se mostró una nueva versión de Tierra Tres como un universo entre el Multiverso DC posterior a la crisis. En la representación estaba la Sociedad del Crimen de América, cuyos miembros eran versiones retorcidas de la Sociedad de la Justicia de América original, incluido Superman . Los nombres de los personajes y el equipo no se mencionan en los dos paneles en los que aparecen, pero originalmente se demostró que este Ultraman Post- Crisis Earth-3 era envejecido, ya que era una contraparte del anciano Superman de Post- Crisis Earth. -2. Cuando Ultraman de Tierra-3 se muestra en apariciones posteriores de la serie Countdown, ya no es viejo sino joven. El equipo de Tierra-3 es la Sociedad del Crimen de América.
La Sociedad hace su primera aparición en solitario en Countdown Presents The Search for Ray Palmer: Crime Society #1 (origen de Post Crisis Earth-3 Owlmen, Talons, Jokester, que es un Joker heroico) escrito por Sean McKeever e ilustrado por Jamal Igle.    En apariciones posteriores, la Sociedad del Crimen son agentes del ejército Multiversal de Monarch. Ultraman, junto con varios otros miembros de la Sociedad del Crimen, estaban en la dimensión Tierra-51 cuando Superman-Prime destruyó la armadura de contención de Monarch desatando toda la energía cuántica de Monarch que destruyó toda la dimensión Tierra-51. Como tal, se presume que Ultraman está muerto junto con sus compañeros miembros de la Sociedad del Crimen. Un Ultraman con exactamente el mismo diseño apareció en The Brave and the Bold, impulsado por la misma kriptonita que debilita a Superman. Mixyezpitelik, el Mxyzptlk del universo de antimateria, lo trajo a la tierra principal para ayudar a Superman a derrotar a Megistus.

### The New 52
En la continuidad reiniciada de The New 52, se presenta una nueva versión de Ultraman como uno de los miembros del Crime Syndicate que llega desde la Tierra Tres al concluir el evento Trinity War. 
Esta versión de Ultraman es Kal-Il, que proviene de una versión de Krypton cuya gente es mezquina y egoísta. A diferencia de sus otras encarnaciones, obtienen poder cuando se exponen a la kriptonita verde. Justo antes de que este Krypton fuera destruido, los padres de Kal-Il, Jor-Il y Lara, lo enviaron a Tierra-3 para buscar algún día venganza contra el ser que destruyó Krypton (a quien Jor-Il inadvertidamente convocó), enseñándole a convertirse en el ser más fuerte de la Tierra. el planeta, o convertirse en nada en absoluto. A su llegada a Tierra-3, el joven Kal-Il obligó a dos drogadictos alcohólicos, Johnny y Martha Kent, a adoptarlo, sólo para asesinarlos años más tarde una vez que ya no los necesitaba. Luego fundó el Sindicato del Crimen y se apoderó del mundo. Ultraman es un megalómano violento y homicida, además de un elitista y darwinista que valora la fuerza y el egoísmo, y odia la debilidad y el altruismo. Después de que Tierra-3 fuera devastada por el mismo ser que destruyó Krypton-3, Ultraman llevó al Sindicato del Crimen a la Tierra Primaria para conquistarla. 
Esta versión de Ultraman posee los poderes estándar de un kryptoniano, solo que está potenciado por la kryptonita verde (pudiendo triturarla hasta convertirla en polvo e incluso inhalarla como cocaína) y está debilitado por la luz solar amarilla. Fue responsable del asesinato de Monocle cuando afirmó que el Sindicato del Crimen era la Liga de la Justicia disfrazada. Ultraman movió la luna frente al sol para eclipsar la sección de la Tierra del Sindicato del Crimen y para protegerse de sus rayos. 
La versión New 52 de Ultraman se muestra como increíblemente fuerte (lucha contra Black Adam y rápidamente lo derrota) y es bastante impermeable a la "magia de Shazam", que, en la continuidad anterior a New 52, es una de las debilidades principales de Superman (posiblemente porque Ultraman proviene de un universo alternativo y no se ve afectado por la magia de un universo diferente).  También Outsider mencionó que Ultraman ha matado a muchos dioses de Tierra-3  En la batalla final, Ultraman se enfrenta a Alexander Luthor pero es derrotado, Alexander lo deja para robar los poderes de Deathstorm. Ultraman regresa más tarde e intenta atacar a Lex Luthor después de que asesinó a Alexander Luthor solo para debilitarse después de que Sinestro y Black Adam movieran la luna y lo expusieran a la luz del sol amarilla. Lex Luthor opta por no matar a Ultraman y, en su lugar, mata a Atómica. Tras la batalla, Ultraman y Superwoman están bajo custodia de las autoridades. Se le ve sollozando en su celda. 
Durante la historia de "Darkseid War", Ultraman es liberado y se le da Kryptonita para luchar contra el antiguo Anti-Monitor: Mobius . Cuando ataca a Mobius solo en contra del consejo de Superman, se ve dominado. Mobius luego mata brutalmente a Ultraman a sangre fría. 
Durante el evento "Año del Villano", Earth 3 junto con el Crime Syndicate of America revivieron. Ultraman estuvo presente cuando Perpetua cuando Ultraman queda impresionado con su derramamiento de sangre. Después de presenciar la muerte de Johnny Quick cuando sospecha que aliarse con ella es una mala idea, Ultraman acepta que su Crime Syndicate lidere a la gente de Tierra 3 en su ejército, donde la gente de Tierra 3 se convirtió en Apex Predators. 
Durante la historia de "Dark Nights: Death Metal" que sigue a la conquista del Multiverso por parte de Perpetua, Ultraman y Superwoman luchan contra Green Lantern, Superman de Tierra 23 y Wonder Woman de Tierra 6 cuando apuntan al diapasón de Perpetua que está alimentando su energía anticrisis. Preocupado por lo que Perpetua le haría a Tierra 3, Owlman usa un arma fabricada en Qward para matar a Ultraman y Superwoman.  Usando un anillo de Black Lantern, Batman pudo revivir a Ultraman y Johnny Quick para ayudar a luchar contra las fuerzas del Caballero más oscuro. 

### Infinite Frontier
Tras el reinicio del multiverso después de Dark Nights: Death Metal, se crean un nuevo Earth-3 y Ultraman. Kal Il es el último superviviente del planeta muerto Krypton, enviado a la Tierra cuando era un bebé. Fue encontrado por Jonathan y Martha Kent, quienes lo adoptaron y lo llamaron Clark. Sus poderes se manifestaron temprano y nunca se molestó en ocultarlos, por lo que los otros niños le tenían miedo y lo condenaron al ostracismo, diciéndole que era del espacio. Los Kent explotaron a Clark y sus poderes para obtener trabajo gratuito, enseñándole que la obediencia era la virtud suprema y que las personas que no contribuían a la sociedad debían ser vilipendiadas como "gorrones". También lo manipularon para que fuera emocionalmente dependiente de ellos para que nunca abandonara la granja. Cuando era un adolescente en 1963, sus padres le mostraron su nave espacial y le revelaron que era el último de su especie, diciéndole que era todo lo que tenía. Esperaban que esto le hiciera temer liberarse de ellos, pero en realidad se volvió contra ellos, dándose cuenta de que sólo se habían aprovechado de él. Se alejó volando de Smallville, llevando su barco.
Ultraman se reveló al mundo el 22 de noviembre de 1963 asesinando al odiado presidente John F. Kennedy con su visión de calor. Era el único metahumano conocido en su mundo hasta que comenzaron a surgir otros seres con poderes antinaturales a principios del año 2021. Gobierna Metrópolis como un dictador semibenevolente, amado por algunos pero temido y odiado por muchos otros. Ultraman permite a la gente de Metrópolis algunas libertades limitadas pero no tolera la disidencia; las únicas personas que se atreven a desafiarlo abiertamente son la editora del Daily Planet Cat Grant y Alexander Luthor. 
Tras la invasión de Starro, varios metahumanos se revelaron al mundo y Luthor comenzó a reclutarlos para su Legión de la Justicia . Owlman y Superwoman se acercaron a Ultraman en busca de una alianza para contrarrestar a Luthor y gobernar el mundo, ofreciéndole convertirlo en su líder. Ultraman acepta y Superwoman también se ofrece a él con la esperanza de concebir un heredero. 

### Otras versiones

#### Tierra-43
Además de Tierra-3, también hay otra iteración del Nuevo 52 de Ultraman (a diferencia de Superman) en Tierra-43, dominada por vampiros, que es miembro de la "Liga de Sangre" vampírica ex-metahumana, que también incluye vampiros. análogos de varios superhéroes y supervillanos.

## Poderes y habilidades
Ultraman posee habilidades muy similares a las de Superman, ya que ambos comparten un origen kryptoniano (en la mayoría de sus versiones). Sin embargo, existen diferencias notables en la fuente de sus poderes y en cómo estos se manifiestan.

#### Superfuerza
Ultraman posee una fuerza sobrehumana de niveles casi ilimitados, capaz de levantar estructuras masivas, enfrentarse físicamente a varios superhéroes a la vez, y causar destrucción a gran escala.

#### Invulnerabilidad
Es prácticamente invulnerable a la mayoría de las formas de daño físico. Su cuerpo puede resistir ataques de energía, impactos balísticos, explosiones y temperaturas extremas.

#### Vuelo
Al igual que Superman, Ultraman puede volar a velocidades supersónicas e incluso superar la velocidad de la luz en algunas representaciones.

#### Visión de calor, visión telescópica y visión de rayos X
Tiene la capacidad de emitir rayos de energía calórica por los ojos, así como ver a través de objetos sólidos (excepto el plomo) y enfocar su visión a grandes distancias.

#### Súper oído y visión microscópica
Puede escuchar sonidos en frecuencias y rangos inaudibles para los humanos, y ver objetos a escala microscópica.

#### Aliento congelante
Es capaz de exhalar aire extremadamente frío que puede congelar objetos y enemigos instantáneamente.

#### Adaptaciones según la versión
- Versión clásica (Tierra-3 pre-Crisis): Ultraman adquiría un nuevo poder cada vez que se exponía a la kryptonita, lo cual contrastaba fuertemente con Superman, que se debilitaba ante ella.
- The New 52 (2013): En esta reinterpretación, Ultraman obtiene su fuerza de la kryptonita, que en su universo funciona como una droga adictiva. La luz del sol amarillo, que empodera a Superman, lo debilita, invirtiendo el paradigma tradicional.
- Darkseid War y eventos posteriores: En versiones más recientes, sus poderes se presentan como una distorsión de los de Superman, enfatizando su naturaleza violenta, impulsiva y autoritaria.

#### Debilidades
- Luz solar amarilla (en algunas versiones): A diferencia de Superman, la exposición al sol amarillo puede debilitarlo o causarle dolor.
- Falta de kryptonita (en versiones donde la necesita): Su dependencia de la kryptonita puede hacerlo vulnerable si no tiene acceso a ella, lo que lo convierte en una figura poderosa pero inestable.

## Ultraman en otros medios

### Cine
- Ultraman aparece en Justice League: Crisis on Two Earths, con la voz de Brian Bloom . Esta versión es el líder del Crime Syndicate y posee una vulnerabilidad a la Kryptonita Azul.
- Ultraman aparece en Justice League: Crisis on Infinite Earths – Part One, con la voz de Matt Lanter. [20]
- Ultraman aparece en Superman (2025) del Universo DC.

### Series
- Una variación de Ultraman llamada Kal-Ul aparece en el episodio "Universe of Evil" de The World's Greatest Super Friends, con la voz de Danny Dark. De manera similar a los cómics y Kal-El/Superman, Kal-Ul proviene de Tierra Tres y fue enviado desde Krypton a la Tierra. A su llegada a la Tierra, continuó fortaleciéndose hasta llegar a la edad adulta, se rebautizó como "Ultraman", comenzó una vida de destrucción y finalmente fundó los Súper Enemigos.
- Una variación de Ultraman llamada Clark Luthor aparece en la décima temporada de Smallville, interpretada por Tom Welling . Esta versión proviene de Tierra-Dos, donde el niño Kal-El fue descubierto y criado por Lionel Luthor en lugar de Jonathan y Martha Kent y se convirtió en el asesino Ultraman. Además, Ultraman tiene una cicatriz en forma de L en su brazo derecho después de que su hermano adoptivo, Lex Luthor, lo atacara con Kryptonita Dorada. En el episodio "Luthor", viaja a Tierra-Uno después de que Clark Kent activa una Caja de Espejos y, sin darse cuenta, hace que él y Ultraman intercambien universos. Libre de la influencia de Lionel, Ultraman disfruta vivir en Tierra Uno hasta que Clark Kent activa una Caja de Espejos de Tierra Dos para deshacer el intercambio. En el episodio "Kent", Ultraman huye después de matar a Oliver Queen de su universo, quien expuso al mundo la identidad secreta del primero y su vulnerabilidad a la kriptonita verde. Después de usar su Mirror Box para intercambiar lugares con Clark Kent una vez más, Ultraman intenta encontrar Earth-One Lionel hasta que Clark Kent regresa y lo derrota. A su regreso a Tierra-Dos, Ultraman es recibido por su versión de Jor-El.

### Videojuegos
- Ultraman aparece como un personaje jugable en Lego DC Super-Villains, con la voz de Nolan North . [21] Después de que la Liga de la Justicia desaparece, él y el Sindicato del Crimen se hacen pasar por el Sindicato de la Justicia, y Ultraman también adopta el alias de Kent Clarkson, el reemplazo de Clark Kent en el Daily Planet, para difundir información falsa al público.
- Ultraman aparece como un jefe en DC Universe Online como parte del DLC "Earth-3".